# Hipe
Hipe (en grec antic Ἵππη) va ser, segons la mitologia grega, una filla del centaure Quiró.
Era una apassionada caçadora, i un dia, caçant pel mont Pèlion, Èol, el fill d'Hel·len, la va seduir. Quan s'acostava el moment del part, Hipe, morta de vergonya i volent amagar-se del seu pare, va fugir a la muntanya per donar a llum. Però Quiró la va perseguir i la noia va suplicar als déus poder tenir el fill en secret. Va tenir una filla, Melanipe, i els déus, per evitar-li la còlera del seu pare, la van transformar en una constel·lació que tenia la forma d'un cavall, potser la Constel·lació del Cavallet, o segons altres, la de Pegàs.
Climent d'Alexandria diu que Hipe, filla de Quiró, va ensenyar a Èol l'art de la contemplació de la natura.